# La Pava
La Pava è un comune (corregimiento) della Repubblica di Panama situato nel distretto di Olá, provincia di Coclé. Si estende su una superficie di 87,3 km² e conta una popolazione di 1.444 abitanti (censimento 2010).